# Hishimonus bucephalus
Hishimonus bucephalus är en insektsart som beskrevs av Alexander Fyodorovich Emeljanov 1969. Hishimonus bucephalus ingår i släktet Hishimonus och familjen dvärgstritar. Inga underarter finns listade i Catalogue of Life.